# Hoplotarache binominata
Hoplotarache binominata là một loài bướm đêm trong họ Noctuidae.